# Стюарт, Доналд (писатель)
Доналд Роберт Стюарт (англ. Donald Robert Stuart; 13 сентября 1913, Перт — 25 августа 1983, Брум) — австралийский писатель.

## Биография
Сын журналиста и профсоюзного активиста Джулиана Стюарта. Вырос в крайней бедности из-за того, что отец в 1919 году стал инвалидом. С 14 лет бродяжничал, в 1940 году записался в Австралийские имперские силы — экспедиционный корпус Австралийской армии для участия во Второй мировой войне. В июне-июле 1941 года участвовал в Сирийско-Ливанской операции. В феврале 1942 года был направлен вместе со своей стрелковой частью на остров Ява, где месяцем позже в ходе Сражения за Яву был взят в плен. Провёл в японском плену три с половиной года, в том числе на принудительных работах по строительству Тайско-Бирманской железной дороги.
Был освобождён и вернулся в Перт в 1945 году, демобилизовался из армии на следующий год. По совету старшей сестры, писательницы и журналистки Линдолл Хэйдоу, решил попробовать себя на литературном поприще и в том же 1946 году принял участие в литературном конкурсе газеты Sydney Morning Herald; работы Стюарта были отмечены, но не опубликованы. В течение нескольких лет работал разнорабочим в Мельбурне, затем в Перте, в сельскохозяйственном кооперативе Яндеярра на северо-западе Австралии, в 1956—1957 гг. исполнял обязанности государственного служащего по выдаче пособий австралийским аборигенам, затем работал на строительстве доков в порту Перта.
В 1958 году Стюарт решил полностью посвятить себя литературе, такую возможность ему первоначально дали заработки его третьей жены, преподававшей в школе; затем писатель получил ряд профессиональных стипендий. В дальнейшем до конца жизни Стюарт занимался преимущественно сочинительством, а также много выступал по радио. В 1974—1975 гг. президент Содружества австралийских писателей.
Умер от сердечного приступа.

## Творчество
Стюарту принадлежит 11 романов, а также ряд рассказов и пьес. Наибольшую известность получили пять романов, подробно и сочувственно описывающие жизнь австралийских аборигенов: «Янди» (англ. Yandy; 1959), «Ярали» (англ. Yaralie; 1962), «Ильбарана» (англ. Ilbarana; 1971), «Князь моей страны» (англ. Prince Of My Country; 1974), «Плетись, труси, скачи, умри» (англ. Walk, Trot, Canter and Die; 1975) и «Маллункай» (англ. Malloonkai; 1976). Четыре книги, опубликованные Стюартом на рубеже 1970-80-х гг., носят полуавтобиографический характер.
На русском языке опубликована прозаическая миниатюра Стюарта «Кондамайнский колоколец» в переводе Норы Галь — по оценке специалиста, «столь же превосходном, сколь и оригинал».